# Vulnerable (песня)
«Vulnerable» — пятый сингл шведской поп-рок-группы Roxette с альбома «Crash! Boom! Bang!», выпущенный 23 февраля 1995 года. Песня была написана в 1990 году, но не вошла на альбом «Joyride» (1991). Песню хотели включить на диск «Tourism» (1992), но все же её оставили до записи «Crash! Boom! Bang!».
«Vulnerable» был выпущен только в Европе и Австралии. Вторая песня с сингла, «The sweet hello, the sad goodbye» ранее выпускалась только на сингле «Spending My Time» и на альбоме «Rarities» (1995).
Демоверсия песни «I’m Sorry», включённая на этот сингл, ранее выпускалась только на английском сингле «Fireworks».

## Список композиций
на примере издания CDM, Netherlands, EMI, 8651522
- Vulnerable (single edit) 4.30
- The Sweet Hello, The Sad Goodbye 4.49
- Vulnerable (demo December 28, '90) 4.44
- I’m Sorry (demo August 18, '93) 3.25